# Нижнее Ламоново
Нижнее Ламоново — деревня в составе муниципального образования город Алексин Тульской области России.

## География
Деревня находится в северо-западной части Тульской области, в пределах северо-восточного склона Среднерусской возвышенности, в подзоне широколиственных лесов, недалеко от реки Ока на расстоянии примерно 25 километров (по прямой) к северу от города Алексина, административного центра округа. 

### Климат
Климат характеризуется как умеренно континентальный, с ярко выраженными сезонами года. Средняя температура воздуха летнего периода — 16 — 20 °C (абсолютный максимум — 38 °С); зимнего периода — −5 — −12 °C (абсолютный минимум — −46 °С). Снежный покров держится в среднем 130—145 дней в году. Среднегодовое количество осадков — 650—730 мм.

### Часовой пояс
Деревня Нижнее Ламоново, как и вся Тульская область, находится в часовой зоне МСК (московское время). Смещение применяемого времени относительно UTC составляет +3:00.

## Население
| 2010 |
| ---- |
| 16   |

### Национальный состав
Согласно результатам переписи 2002 года, в национальной структуре населения русские составляли 100 % из 20 чел.